# Willard Bowsky
Willard Bowsky est un animateur et réalisateur américain né en 1907 à New York et mort le 27 novembre 1944 dans le Bas-Rhin (France)
Il a participé notamment dans les Studios Fleischer à la série des Popeye.

## Filmographie partielle

### comme animateur
- 1931 : Initiation du Tu-tu-klan (Bimbo's Initiation) de Dave Fleischer et Grim Natwick
- 1932 : Minnie the Moocher de Dave Fleischer et lui-même
- 1936 : Popeye le marin contre Sinbad (Popeye the Sailor Meets Sindbad the Sailor) de Dave Fleischer et lui-même
- 1937 : Popeye rencontre Ali Baba et les 40 voleurs (Popeye the Sailor Meets Ali Baba's Forty Thieves) de Dave Fleischer et lui-même
- 1939 : Les Voyages de Gulliver (Gulliver's Travels) de Dave Fleischer
- 1941 : Douce et Criquet s'aimaient d'amour tendre (Mister Bug Goes to Town) de Dave Fleischer

### comme réalisateur
- 1932 : Minnie the Moocher
- 1936 : Popeye le marin contre Sinbad (Popeye the Sailor Meets Sindbad the Sailor)
- 1937 : Popeye rencontre Ali Baba et les 40 voleurs (Popeye the Sailor Meets Ali Baba's Forty Thieves)